# Kleinmarkthalle Frankfurt

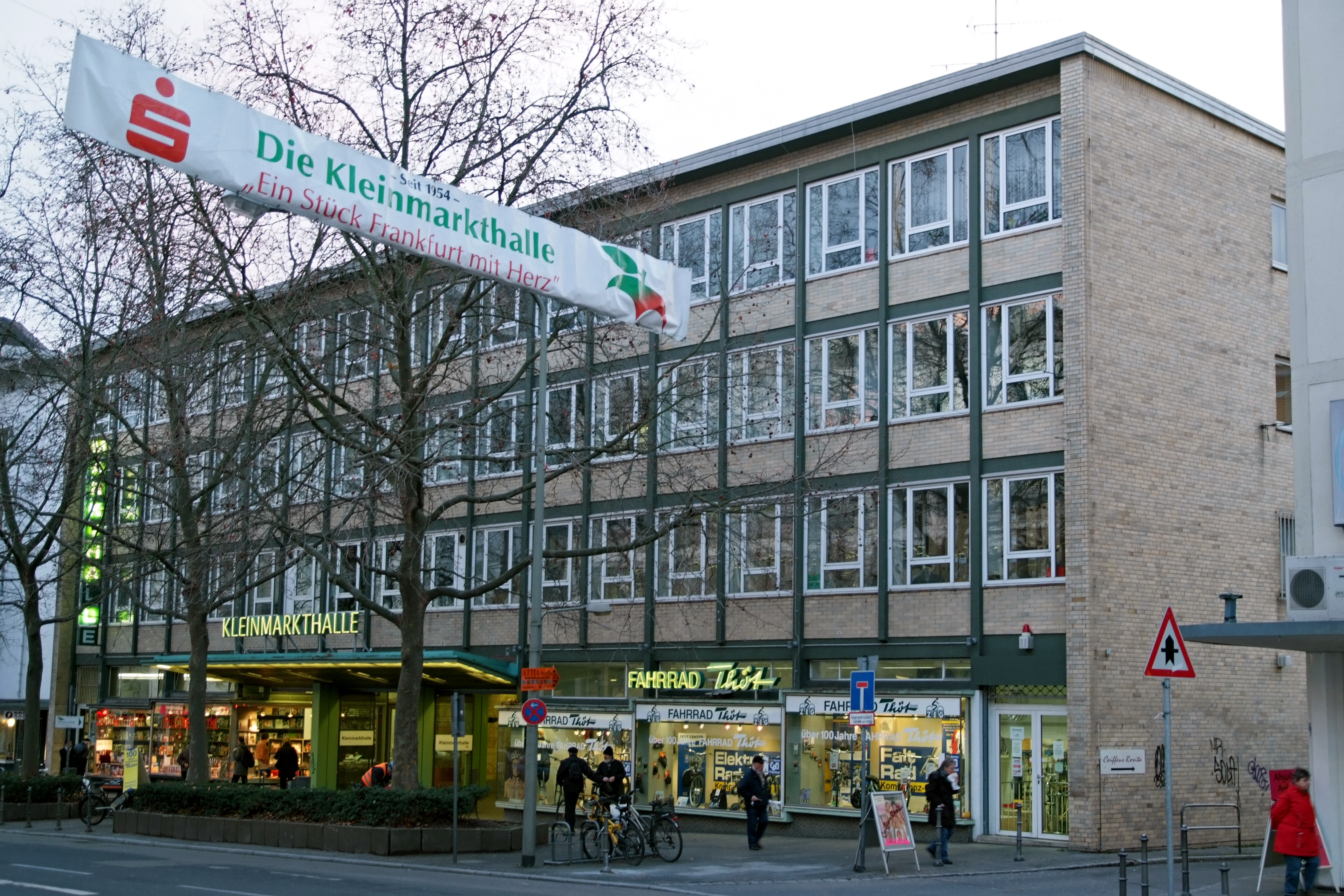
Ostseite mit Haupteingang

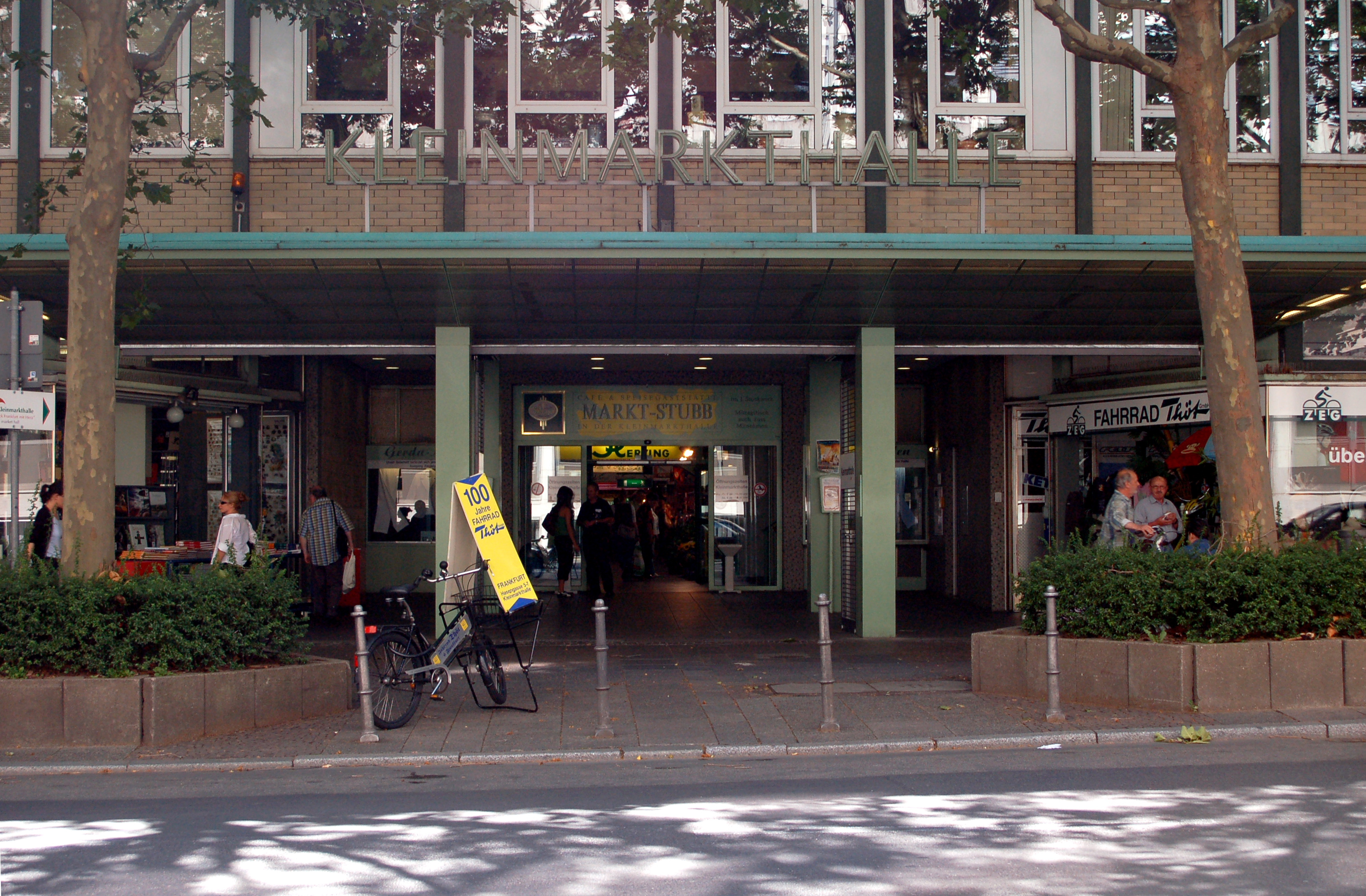
Haupteingang

Die Kleinmarkthalle ist eine 1954 erbaute Markthalle in der Altstadt von Frankfurt am Main. An Werktagen werden von 63 Händlern in 156 Marktständen auf ungefähr 1.500 Quadratmetern Fläche etwa 5000 Produkte, hauptsächlich frische Lebensmittel, aber auch Non-Food-Artikel angeboten. Neben regionalen Spezialitäten, wie zum Beispiel Frankfurter Grüne Soße, gehören heute auch importierte Lebensmittel zum Sortiment. Ebenso betreiben einige Händler Imbiss-Stände in und vor der Halle. Die Kleinmarkthalle zieht vor allem am Samstag Besucher aus dem ganzen Rhein-Main-Gebiet an. Sie wird zudem touristisch vermarktet, beispielsweise im Rahmen von Stadtführungen.

## Lage und Architektur

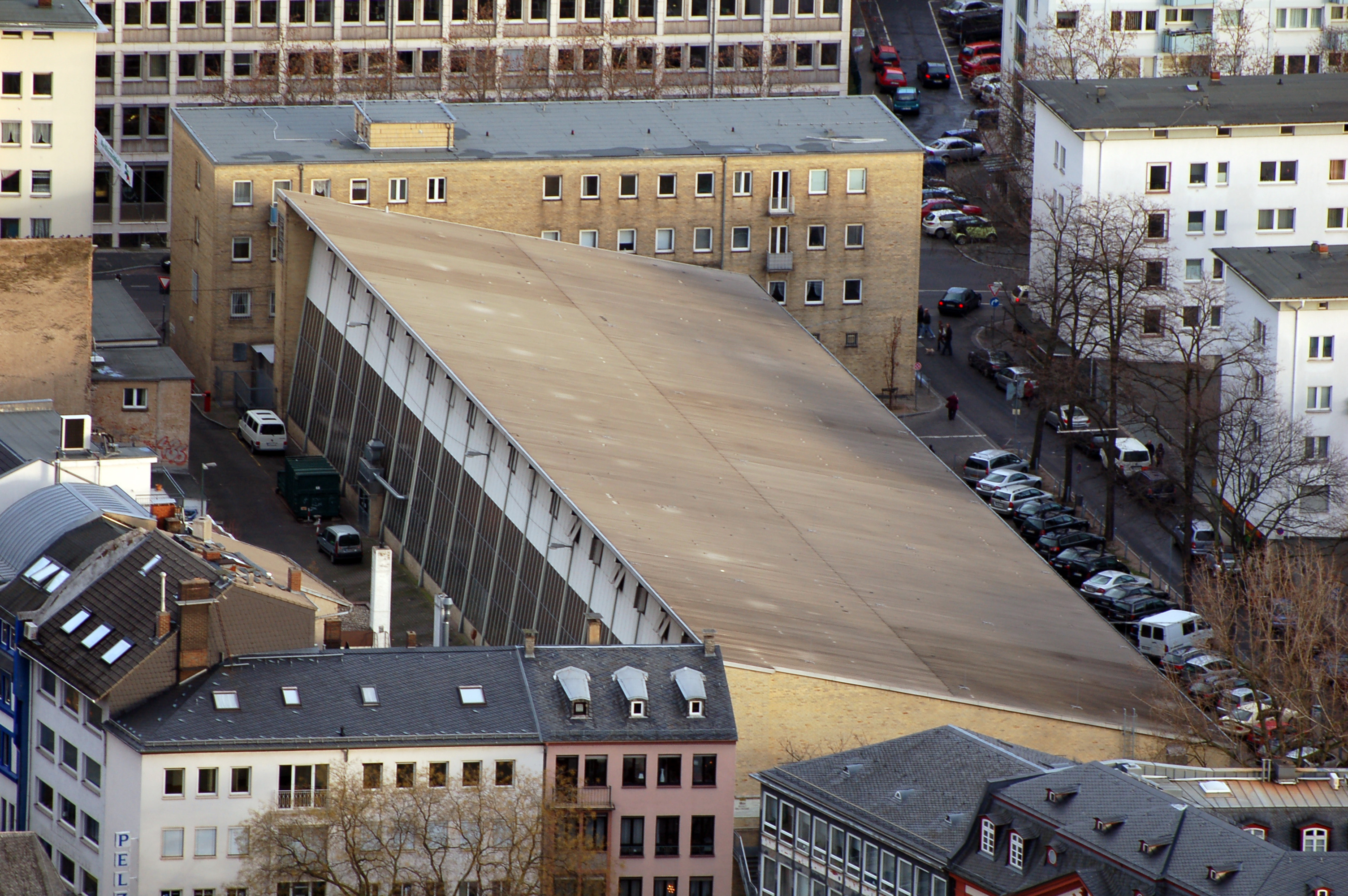
Blick vom Main Tower

Die 100 Meter lange und 24 Meter breite Kleinmarkthalle erstreckt sich von Ost nach West zwischen der Ziegelgasse im Norden und der Straße An der Kleinmarkthalle im Süden. Die einschiffige Halle hat nach Norden eine schräge, vollständig verglaste Fassade. An der Südseite, wo die Verkaufsstände der Metzger liegen, ist die Fassade geschlossen. Die Halle wird von einem Pultdach überspannt, dessen Höhe markant von 13 Metern im Norden auf 8 Meter im Süden abfällt. Im Norden und Süden befinden sich jeweils zwei Seiteneingänge zur Belieferung der Stände. Im Keller liegen neben Heizungs- und Sanitäranlagen und Abfallentsorgungseinrichtungen auch Lagerräume sowie Becken für die Haltung von zum Verkauf bestimmten Fischen.
Dem Haupteingang im Osten an der Hasengasse ist ein dreigeschossiger Kopfbau vorgelagert. Sein geplantes Pendant im Westen wurde nie verwirklicht; den westlichen Eingang bildet deshalb ein Pavillon, der heute mit einem breiten, von der Straße zugänglichen Altan überbaut ist. Die Ziegelgasse bildet in diesem Bereich einen Vorplatz, der nach Norden in den Liebfrauenberg übergeht und vor allem samstags als Schlemmergarten in das Marktgeschehen einbezogen ist. Nördlich der Halle wirkt die Ziegelgasse wie ein Hinterhof der zur Töngesgasse orientierten Nachbarhäuser; dieser Abschnitt dient hauptsächlich den Händlern zur Anlieferung und Abfallentsorgung.

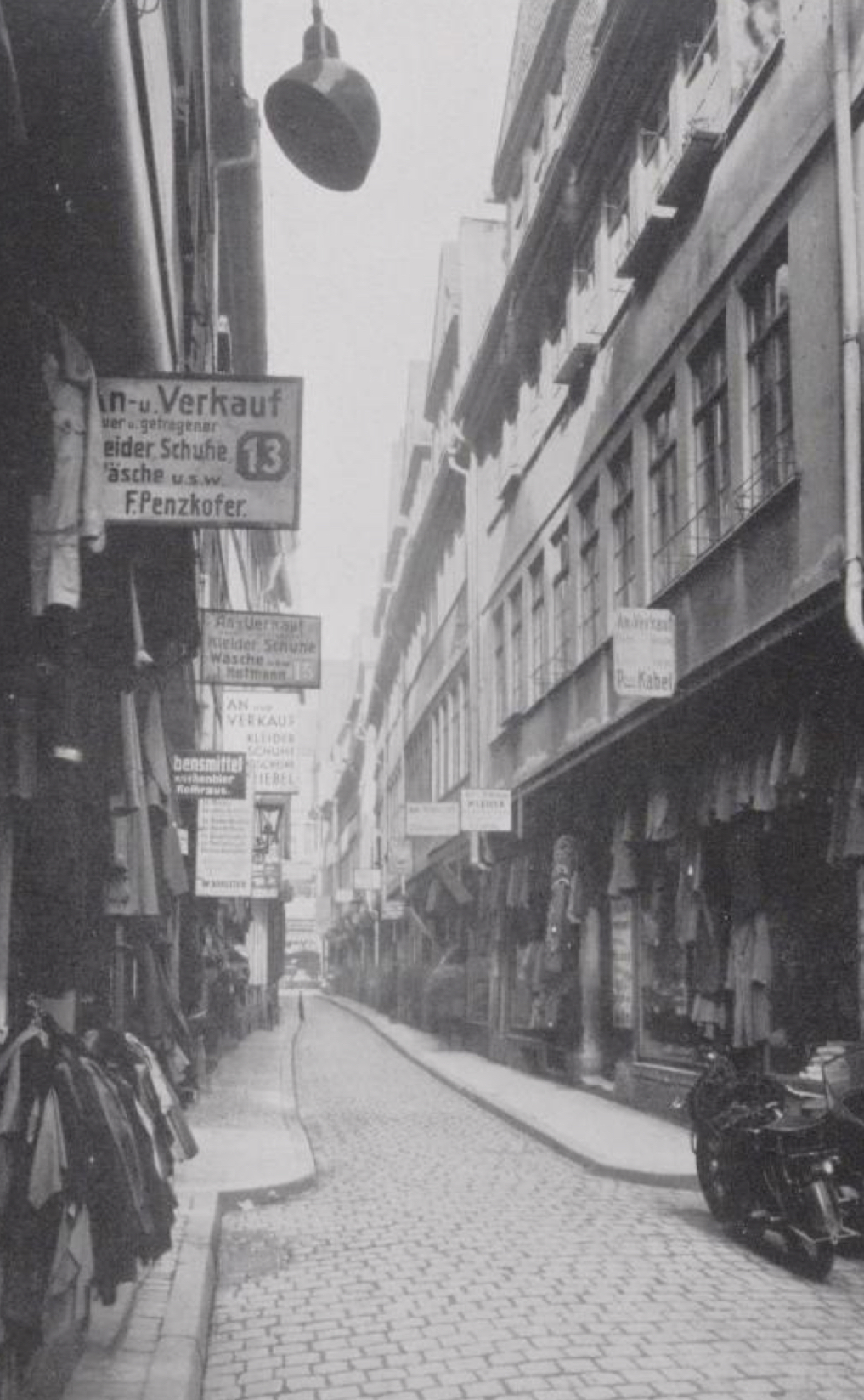
Quer auf dem abgebildeten mittleren Verlauf der früheren Graubengasse steht heute der Mittelteil der Kleinmarkthalle

Das Gelände der Kleinmarkthalle war bis zur Zerstörung bei den Luftangriffen auf Frankfurt am Main im März 1944 dicht bebaut und besiedelt. Die zumeist drei- bis viergeschossigen barocken Fachwerkhäuser stammten fast alle aus der Zeit nach dem Großen Christenbrand, der im Juni 1719 das ganze Stadtviertel zwischen Töngesgasse und Schnurgasse mit über 400 Häusern zerstört hatte. Das Viertel wurde von sechs in Nord-Süd-Richtung verlaufenden, teils sehr schmalen Gassen geteilt: Der Trierischen Gasse im Osten folgten in westlicher Richtung Geisgäßchen, Wildemannsgasse, Vogelsgesanggasse, Graubengasse, Kornblumengasse, Bockgasse und Ziegelgasse. Beim Wiederaufbau nach dem Krieg wurde die Schnurgasse zur vierspurigen Berliner Straße erweitert. Die an der Zeil beginnende Hasengasse wurde entlang der ehemaligen Trierischen Gasse bis zur Berliner Straße verlängert, um erstmals eine direkte Straßenverbindung von der Zeil zum Dom zu schaffen. Von den ehemaligen Straßenzügen blieb nur die Töngesgasse erhalten; die heutige Ziegelgasse verläuft nicht mehr von Süd nach Nord, sondern von der Berliner Straße zur Hasengasse im Bogen um die Kleinmarkthalle. An der Südwestecke der Kleinmarkthalle erinnert ein Denkmal an den Nobelpreisträger Otto Hahn, dessen Geburtshaus hier bis zur Zerstörung 1944 stand.

## Geschichte

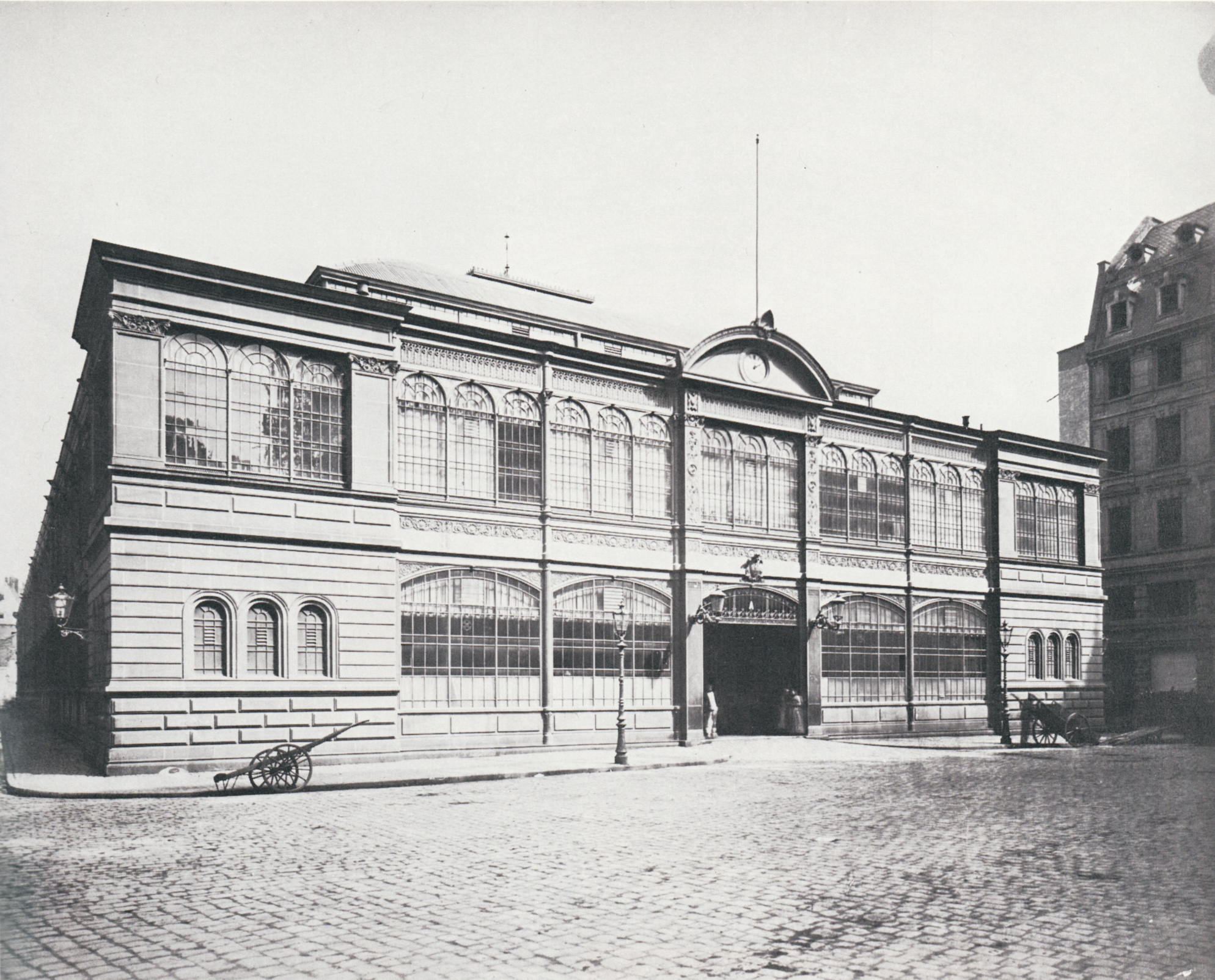
Die alte Markthalle vor ihrer Zerstörung 1944

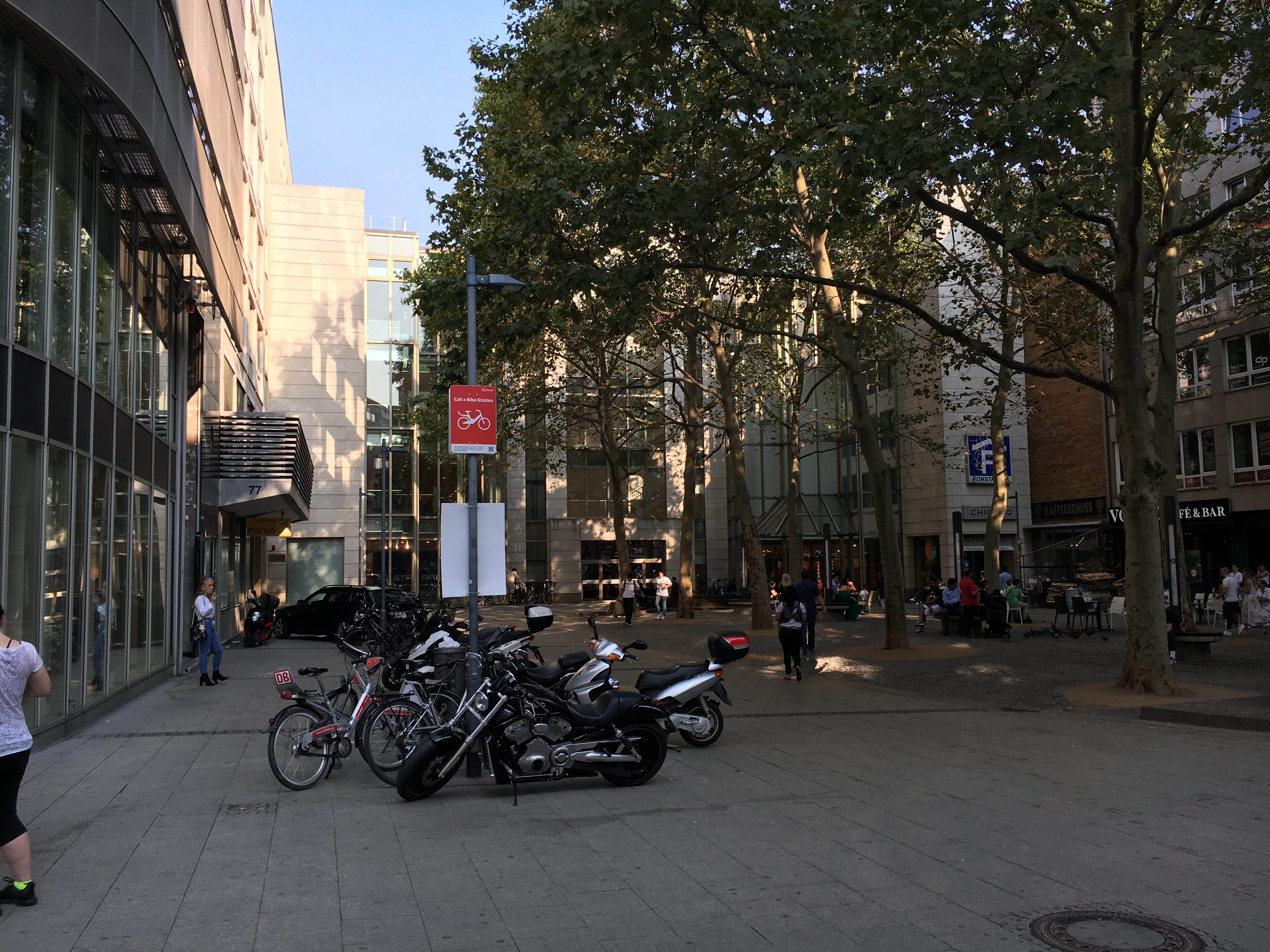
Ehemaliger Standort der alten Kleinmarkthalle

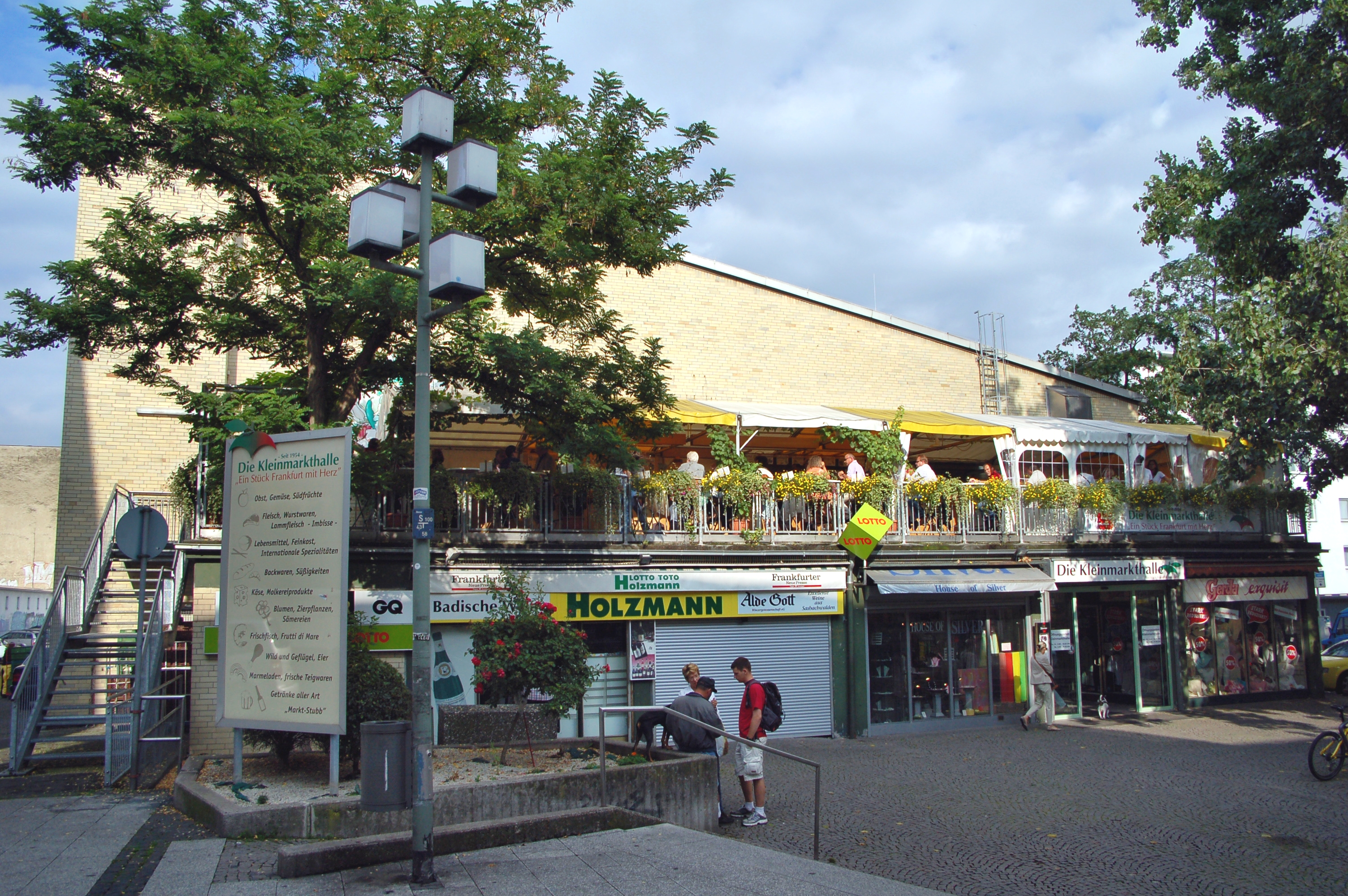
Eingang Westseite

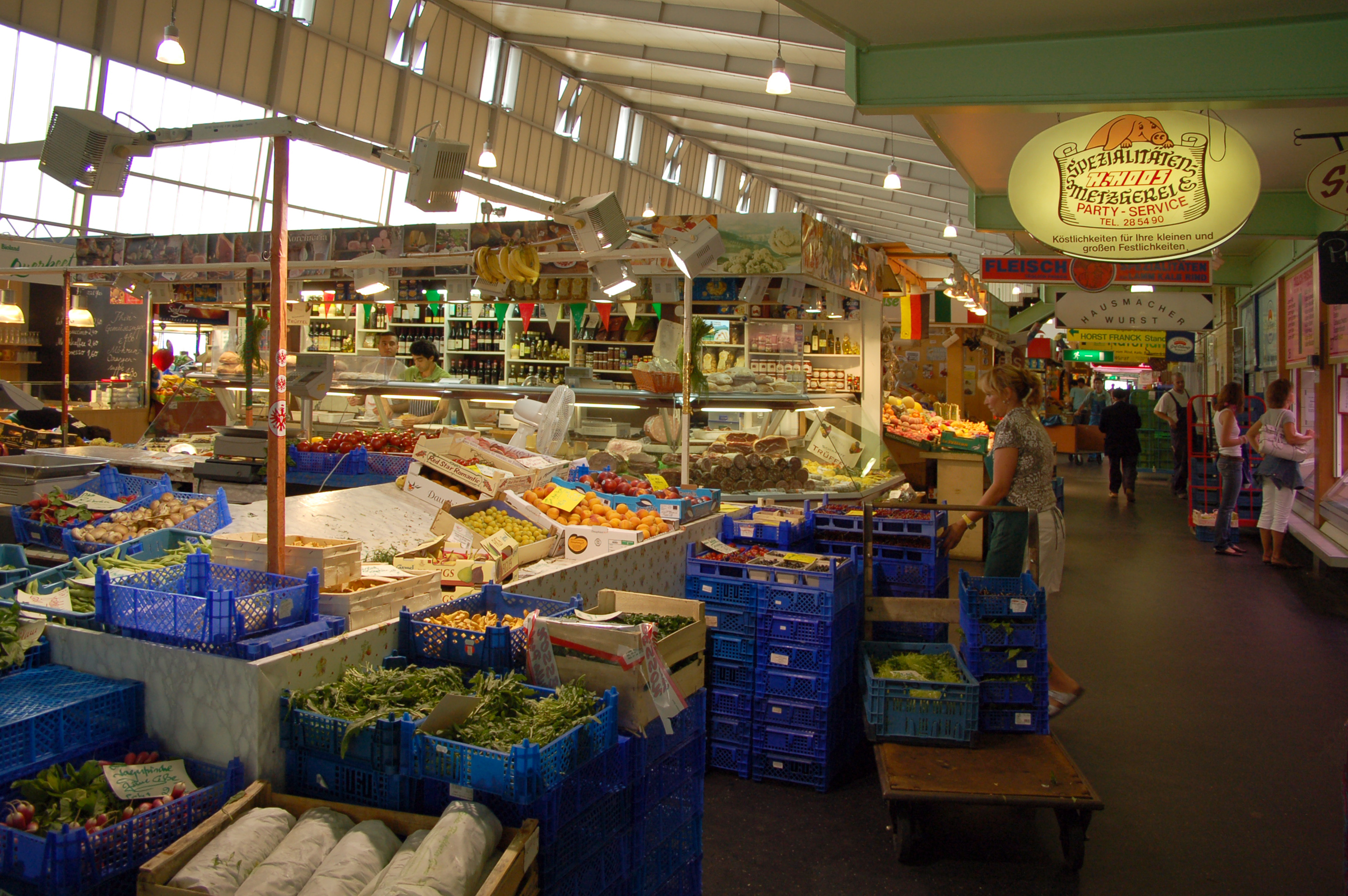
Blick in die Kleinmarkthalle

Ursprünglich wurden in Frankfurt ebenso wie in anderen Städten die frischen Waren von den Bauern der Umgebung in die Stadt gebracht und auf öffentlichen Marktplätzen verkauft. Zahlreiche traditionelle Straßennamen und Plätze weisen darauf hin, zum Beispiel der Weckmarkt, der Kornmarkt, der Hühnermarkt und der Roßmarkt. In der Altstadt wohnten und arbeiteten die Handwerker nach Zünften getrennt, wo zum Beispiel die Metzger in ihren Schirnen Fleisch und Würste verkauften.
Im 19. Jahrhundert ließen die gestiegenen Ansprüche an Hygiene Forderungen nach einer Regulierung des Marktbetriebes aufkommen. 1871 beschloss der Magistrat die Errichtung einer städtischen Markthalle auf dem Gelände zwischen Fahrgasse und Hasengasse. Sie wurde 1877 bis 1879 im damals modernen Stil der Neurenaissance unter Leitung von Stadtbaurat Behnke durch die Firma J. S. Fries Sohn errichtet.

Die alte Markthalle war eine verglaste Eisenkonstruktion in Form einer dreischiffigen basilikalen Halle von 117 Metern Länge, 34 Metern Breite und 22 Metern Höhe. Lediglich die vier symmetrischen Eckrisalite waren massiv in Werkstein ausgeführt. Die Verkaufsfläche im Erdgeschoss umfasste 4.000 Quadratmeter mit 354 Verkaufsständen, 114 weitere Stände fanden auf einer 6 Meter breiten umlaufenden Galerie Platz. Die Markthalle erfreute sich bald großer Beliebtheit bei den Bürgern. Friedrich Stoltze schrieb dazu: 

„Gemieß, Kardoffel und was noch all, des kriecht mer hier in dere Hall. Und owwe uff der Galerie, da möpselts nach Fromaasch de Brie.“

Bis zur Eröffnung der Großmarkthalle 1928 diente die Markthalle auch dem Großhandel. Anfang des 20. Jahrhunderts wurde eigens eine Straßenbahnlinie zwischen dem bevorzugten bürgerlichen Wohngebiet im Westend und der Fahrgasse eingerichtet. Sie wurde im Volksmund auch als „Dienstmädchenlinie“ bezeichnet.
1929 wurde die Halle umgebaut, ihre Fassade begradigt. Im Oktober 1943 und im März 1944 wurde die Kleinmarkthalle bei den schweren Bombenangriffen auf Frankfurt zerstört, ihre Überreste nach dem Zweiten Weltkrieg abgetragen. Der Wiederaufbau erfolgte 1954 unter großer Anteilnahme der Bevölkerung, aber nicht am gleichen Ort, sondern etwa 200 Meter südwestlich des alten Standortes. Die neue Kleinmarkthalle entstand nach Plänen der Architekten Günther Gottwald und Gerhard Weber nach einer Bauzeit von nur 11 Monaten. Die Baukosten betrugen 3,1 Millionen Deutsche Mark.
1996 sorgen Vorschläge des hessischen Einzelhändlerverbandes, die Kleinmarkthalle abzureißen und durch ein Einkaufs- und Kinozentrum zu ersetzen, für Proteste unter Markthändlern und Besuchern. Die Stadt lehnte die Vorschläge ab, da der vorgeschlagene Ausweichstandort an der Konstablerwache ungeeignet sei.

## Geplante Renovierung

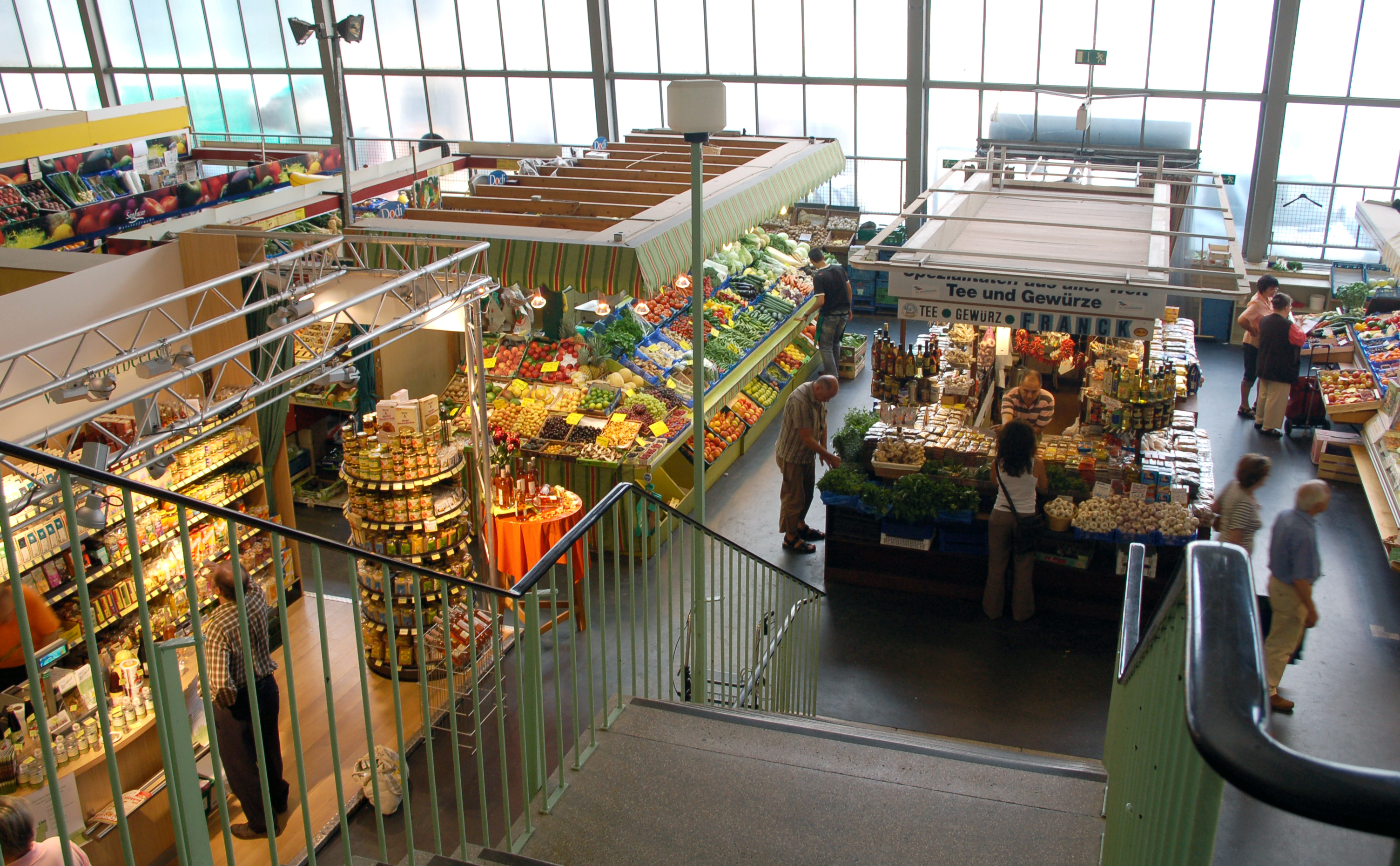
Blick von der Empore

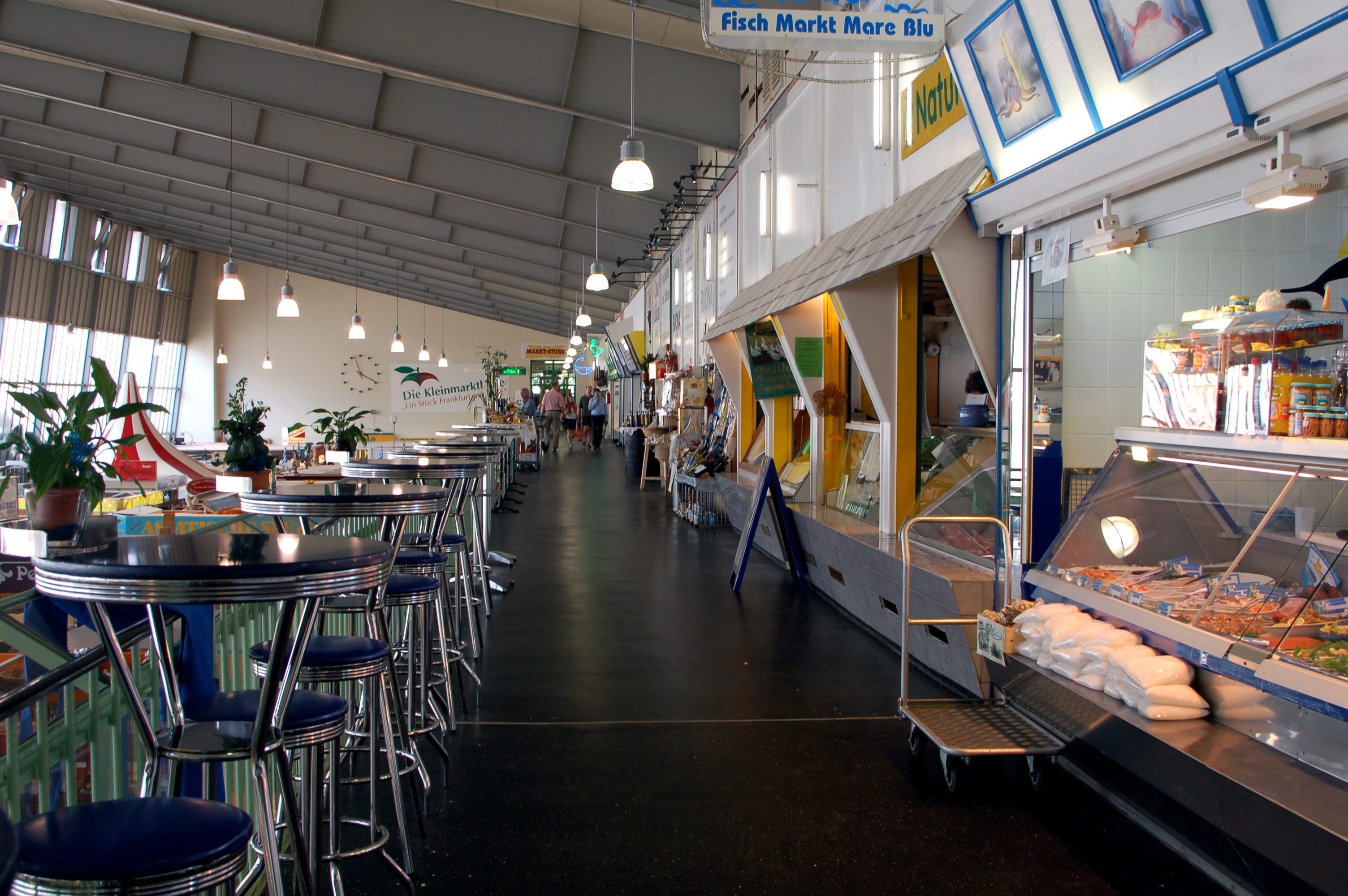
Auf der Empore

Das denkmalgeschützte Gebäude ist seit langem renovierungsbedürftig. Anfang 2005 schlug der Planungsdezernent erneut vor, die Kleinmarkthalle und die umgebende Bebauung aus den 1950er-Jahren abzureißen und durch einen Neubau zu ersetzen. Das Vorhaben stieß jedoch in der Frankfurter Öffentlichkeit auf heftige Kritik und wurde daher zurückgezogen.
Im Februar 2007 stellte das Baudezernat seine Pläne für eine umfassende Sanierung der Kleinmarkthalle der Öffentlichkeit vor. Über einen Zeitraum von mehreren Jahren sollten Fenster, Sanitäranlagen sowie Heizung und Belüftung vollständig erneuert werden. Insbesondere auf der Südseite der Halle, der sogenannten Metzgerschiene, sollten die Marktstände umgebaut und erweitert werden. Die Pläne wurden mit Skepsis aufgenommen. Während die Händler den erheblichen Investitionsbedarf und Umsatzausfälle während der Umbauzeit scheuten, fürchteten viele Kunden vor allem um die besondere Atmosphäre der Halle, deren Attraktivität gerade darauf beruhe, dass sie nicht wie ein modernes Einkaufszentrum gestaltet sei. Die Stadt sicherte zu, die Bedenken der Händler aufzugreifen und alle Umbauplanungen mit den Betroffenen abzustimmen.
Dazu schrieb die Stadt einen Architektenwettbewerb unter 50 Teilnehmern aus, von denen 32 Entwürfe einreichten. Anfang August 2008 stellte das Preisgericht die Ergebnisse vor. Sieger wurde das Dresdner Büro Code Unique Architekten. Sein Entwurf sah vor, die Kleinmarkthalle an der Südseite um einen etwa fünf Meter hohen eingeschossigen Glastrakt zu erweitern und dadurch die Verkaufsfläche um etwa 500 bis 600 Quadratmeter zu vergrößern. Der westliche und östliche Kopfbau sollten neue, verglaste Eingangsbereiche erhalten. Anstelle der oberirdischen Parkplätze für die Händler sollte eine Tiefgarage mit 31 Stellplätzen entstehen. Die Stadt kalkuliert mit einem Budget von 12,5 Millionen Euro für die Sanierung. Der Umbau sollte bei laufendem Marktbetrieb stattfinden und bis 2013 abgeschlossen werden.
Seit 2007 ist eine neue städtische Managementgesellschaft für Hafen und Markt mbh (HFM) für die Halle verantwortlich, die mit den 64 Händlern neue befristete Mietverträge abschließen wollte. Im Juli 2009 wurde die bisherige städtische Marktordnung durch eine neue Marktsatzung ersetzt. Gleichzeitig verschob die Stadt Frankfurt den Beginn des Umbaus aus finanziellen und planungstechnischen Gründen auf frühestens 2013. Die dringendsten Erneuerungen begannen dennoch zwischenzeitlich mit dem Umbau des Toilettenbereichs.
Am 3. November 2009 demonstrierten die Händler der Halle – organisiert in der Interessengemeinschaft Kleinmarkthalle –  mit einem Demonstrationszug durch die Frankfurter Innenstadt gegen die Privatisierung und die im Rahmen der Umbaupläne zu erwartenden Mieterhöhungen. Etwa 200 Personen zogen vor den Römer und präsentierten dort eine Unterschriftensammlung gegen das Vorhaben.
2014 beschloss die Stadtverordnetenversammlung eine schrittweise Sanierung der denkmalgeschützten Kleinmarkthalle. Nach einer europaweiten Ausschreibung wurde die FAAG Technik GmbH, Tochter der ABG Frankfurt Holding mit der Entwurfsplanung für die Sanierung der Haustechnik beauftragt. Ende 2021 lag die Entwurfsplanung vor, eine Beschlussvorlage soll nach Klärung der Finanzierung vorgelegt werden.